# A magyar női vízilabda-válogatott mérkőzései 2022-ben
A magyar női vízilabda-válogatott mérkőzései 2022-ben.

## Mérkőzések
| 2022. január 25. világliga selejtező 18:00 | Görögország                                                     | 11–11       | Magyarország                                                    | Pátra |
| 2022. január 25. világliga selejtező 18:00 | (3–4, 1–2, 4–2, 3–3)                                            |             |                                                                 | Pátra |
| 2022. január 25. világliga selejtező 18:00 | E. Plevrítu 4 Xenáki 3 Patra Tricha Myriokefalitaki V. Plevrítu | Jegyzőkönyv | Garda 2 Faragó 2 Szegedi 2 Parkes Pőcze Kuna Farkas T. Leimeter | Pátra |
| 2022. január 25. világliga selejtező 18:00 | Büntetőpárbaj:                                                  |             |                                                                 | Pátra |
| 2022. január 25. világliga selejtező 18:00 | 4-3                                                             |             |                                                                 | Pátra |

| 2022. február 22. világliga selejtező 19:00 | Magyarország                                                           | 11–9        | Hollandia                                                | Tüskeuszoda, Budapest Játékvezetők: Svetlana Dreval Ivan Rakovic |
| 2022. február 22. világliga selejtező 19:00 | (2–1, 3–2, 3–2, 3–4)                                                   |             |                                                          | Tüskeuszoda, Budapest Játékvezetők: Svetlana Dreval Ivan Rakovic |
| 2022. február 22. világliga selejtező 19:00 | Gurisatti 3 Dömsödi 2 Faragó 2 Vályi 1 Horváth B. 1 Rybanska 1 Garda 1 | Jegyzőkönyv | Simone van de Kraats 4 Brigitte Sleeking 3 Iris Wolves 2 | Tüskeuszoda, Budapest Játékvezetők: Svetlana Dreval Ivan Rakovic |

| 2022. április 23. világliga selejtező 13:00 | Magyarország                                                          | 12–12 | Spanyolország | Santa Cruz de Tenerife |
| 2022. április 23. világliga selejtező 13:00 | (4–2, 4–1, 1–4, 3–5)                                                  |       |               | Santa Cruz de Tenerife |
| 2022. április 23. világliga selejtező 13:00 | Faragó 4 Szilágyi 2 Garda 2 Leimeter 1 Rybanska 1 Horváth B 1 Vályi 1 |       |               | Santa Cruz de Tenerife |
| 2022. április 23. világliga selejtező 13:00 | Büntetőpárbaj:                                                        |       |               | Santa Cruz de Tenerife |
| 2022. április 23. világliga selejtező 13:00 | 6–7                                                                   |       |               | Santa Cruz de Tenerife |

| 2022. április 24. világliga selejtező 11:45 | Magyarország                                          | 9–10 | Olaszország | Santa Cruz de Tenerife |
| 2022. április 24. világliga selejtező 11:45 | (2–2, 1–3, 4–2, 2–3)                                  |      |             | Santa Cruz de Tenerife |
| 2022. április 24. világliga selejtező 11:45 | Rybanska 3 Szilágyi 2 Mahieu 1 Vályi 1 Garda 1 Máté 1 |      |             | Santa Cruz de Tenerife |

| 2022. június 20. világbajnokság, selejtező 21:00 | Magyarország                                                                                                | 35–4        | Kolumbia                                          | Hajós Alfréd Nemzeti Sportuszoda, Budapest Játékvezetők: Georgios Stavridis (GRE) Andrew Carney (AUS) |
| 2022. június 20. világbajnokság, selejtező 21:00 | (8–2, 12–0, 7–0, 8–2)                                                                                       |             |                                                   | Hajós Alfréd Nemzeti Sportuszoda, Budapest Játékvezetők: Georgios Stavridis (GRE) Andrew Carney (AUS) |
| 2022. június 20. világbajnokság, selejtező 21:00 | Rybanska Natasa 6 Keszthelyi 5 Leimeter 5 Szilágyi 4 Gurisatti 3 Máté 3 Parkes 2 Mahieau 2 Faragó 2 Garda 2 | Jegyzőkönyv | Vanegas Morales 2 Ortega Fuentas 1 Marin Correa 1 | Hajós Alfréd Nemzeti Sportuszoda, Budapest Játékvezetők: Georgios Stavridis (GRE) Andrew Carney (AUS) |

| 2022. június 22. világbajnokság, selejtező 21:00 | Magyarország                                                 | 9–10        | Olaszország                                                                      | Hajós Alfréd Nemzeti Sportuszoda, Budapest Játékvezetők: Boris Margeta (SLO) Andrew Carney (AUS) |
| 2022. június 22. világbajnokság, selejtező 21:00 | (4–3, 2–2, 1–3, 2–2)                                         |             |                                                                                  | Hajós Alfréd Nemzeti Sportuszoda, Budapest Játékvezetők: Boris Margeta (SLO) Andrew Carney (AUS) |
| 2022. június 22. világbajnokság, selejtező 21:00 | Parkes 3 Szilágyi 2 Gurisatti 1 Vályi 1 Keszthelyi 1 Garda 1 | Jegyzőkönyv | Marletta 2 Avegno 2 Tabani 1 Queirolo 1 Giustini 1 Picozzi 1 Galardi 1 Viacava 1 | Hajós Alfréd Nemzeti Sportuszoda, Budapest Játékvezetők: Boris Margeta (SLO) Andrew Carney (AUS) |

| 2022. június 24. világbajnokság, selejtező 21:00 | Magyarország                                                             | 11–7        | Kanada                                   | Hajós Alfréd Nemzeti Sportuszoda, Budapest Játékvezetők: Michiel Zwart (NED) Frank Ohme (GER) |
| 2022. június 24. világbajnokság, selejtező 21:00 | (2–1, 3–3, 4–0, 2–3)                                                     |             |                                          | Hajós Alfréd Nemzeti Sportuszoda, Budapest Játékvezetők: Michiel Zwart (NED) Frank Ohme (GER) |
| 2022. június 24. világbajnokság, selejtező 21:00 | Keszthelyi 3 Szilágyi 2 Gurisatti 2 Leimeter 2 Vályi 1 Rybanska Natasa 1 | Jegyzőkönyv | McKelvey 3 Crevier 2 Bakoc 1 Christmas 1 | Hajós Alfréd Nemzeti Sportuszoda, Budapest Játékvezetők: Michiel Zwart (NED) Frank Ohme (GER) |

| 2022. június 26. világbajnokság, nyolcaddöntő 18:30 | Magyarország                                                                                     | 23–6        | Argentína                                  | Hajós Alfréd Nemzeti Sportuszoda, Budapest Játékvezetők: Dion Willis (RSA) Maro Savinović (CRO) |
| 2022. június 26. világbajnokság, nyolcaddöntő 18:30 | (4–0, 7–2, 6–3, 6–1)                                                                             |             |                                            | Hajós Alfréd Nemzeti Sportuszoda, Budapest Játékvezetők: Dion Willis (RSA) Maro Savinović (CRO) |
| 2022. június 26. világbajnokság, nyolcaddöntő 18:30 | Gurisatti 5 Szilágyi 4 Vályi 3 Faragó 3 Máté 2 Keszthelyi 2 Rybanska Natasa 2 Garda 1 Leimeter 1 | Jegyzőkönyv | Leonard 3 Hatcher 1 Comba 1 Gerschcovsky 1 | Hajós Alfréd Nemzeti Sportuszoda, Budapest Játékvezetők: Dion Willis (RSA) Maro Savinović (CRO) |

| 2022. június 28. világbajnokság, negyeddöntő 21:00 | Magyarország                                       | 7–6         | Ausztrália                                  | Hajós Alfréd Nemzeti Sportuszoda, Budapest Játékvezetők: Michael Goldenberg (USA) Raffaele Colombo (ITA) |
| 2022. június 28. világbajnokság, negyeddöntő 21:00 | (2–3, 1–0, 2–0, 2–3)                               |             |                                             | Hajós Alfréd Nemzeti Sportuszoda, Budapest Játékvezetők: Michael Goldenberg (USA) Raffaele Colombo (ITA) |
| 2022. június 28. világbajnokság, negyeddöntő 21:00 | Keszthelyi 3 Rybanska Natasa 2 Vályi 1 Gurisatti 1 | Jegyzőkönyv | Halligan 3 A. Andrews 1 Arancini 1 Kearns 1 | Hajós Alfréd Nemzeti Sportuszoda, Budapest Játékvezetők: Michael Goldenberg (USA) Raffaele Colombo (ITA) |

| 2022. június 30. világbajnokság, elődöntő 21:00 | Magyarország                                                        | 13–12       | Hollandia                                                          | Hajós Alfréd Nemzeti Sportuszoda, Budapest Játékvezetők: Maro Savinović (CRO) Frank Ohme (GER) |
| 2022. június 30. világbajnokság, elődöntő 21:00 | (2–3, 4–3, 5–4, 2–2)                                                |             |                                                                    | Hajós Alfréd Nemzeti Sportuszoda, Budapest Játékvezetők: Maro Savinović (CRO) Frank Ohme (GER) |
| 2022. június 30. világbajnokság, elődöntő 21:00 | Leimeter 4 Gurisatti 2 Keszthelyi 2 Garda 2 Vályi 1 Máté 1 Parkes 1 | Jegyzőkönyv | van de Kraats 5 Rogge 2 Ten Broek 2 Wolves 1 Sleeking 1 Sevenich 1 | Hajós Alfréd Nemzeti Sportuszoda, Budapest Játékvezetők: Maro Savinović (CRO) Frank Ohme (GER) |

| 2022. július 2. világbajnokság, döntő 20:00 | Magyarország                               | 7–9         | Egyesült Államok                 | Hajós Alfréd Nemzeti Sportuszoda, Budapest Játékvezetők: Boris Margeta (SLO) Frank Ohme (GER) |
| 2022. július 2. világbajnokság, döntő 20:00 | (1–2, 2–2, 1–3, 3–2)                       |             |                                  | Hajós Alfréd Nemzeti Sportuszoda, Budapest Játékvezetők: Boris Margeta (SLO) Frank Ohme (GER) |
| 2022. július 2. világbajnokság, döntő 20:00 | Gurisatti 3 Keszthelyi 2 Szilágyi 1 Máté 1 | Jegyzőkönyv | Musselman 5 Neushul 3 Steffens 1 | Hajós Alfréd Nemzeti Sportuszoda, Budapest Játékvezetők: Boris Margeta (SLO) Frank Ohme (GER) |

| 2022. augusztus 3. Szardínia kupa 16:30 | Magyarország                                                                                           | 18–8        | Izrael                                | Sassari Játékvezetők: Ferrari (ITA) Zedda (ITA) |
| 2022. augusztus 3. Szardínia kupa 16:30 | (5–1, 5–4, 3–1, 5–2)                                                                                   |             |                                       | Sassari Játékvezetők: Ferrari (ITA) Zedda (ITA) |
| 2022. augusztus 3. Szardínia kupa 16:30 | Faragó 4 Peresztegi-Nagy 3 Szilágyi 2 Gurisatti 2 Mahieu 2 Farkas T. Horváth B. Máté Leimeter Rybanska | Jegyzőkönyv | Bogachenko 4 Yaacobi 2 Strugo Sasover | Sassari Játékvezetők: Ferrari (ITA) Zedda (ITA) |

| 2022. augusztus 4. Szardínia kupa 18:30 | Magyarország                                                                | 11–9        | Görögország                                                    | Sassari |
| 2022. augusztus 4. Szardínia kupa 18:30 | (1–1, 3–2, 4–2, 3–4)                                                        |             |                                                                | Sassari |
| 2022. augusztus 4. Szardínia kupa 18:30 | Leimeter 2 Garda 2 Gurisatti 2 Farkas T. Mahieu Máté Peresztegi-Nagy Faragó | Jegyzőkönyv | M. Plevritou 3 E. Plevritou 2 Xenaki 2 Chydirotti Giannopoulou | Sassari |

| 2022. augusztus 5. Szardínia kupa 18:30 | Magyarország                       | 6–11        | Spanyolország                                   | Sassari |
| 2022. augusztus 5. Szardínia kupa 18:30 | (1–3, 2–1, 1–2, 2–5)               |             |                                                 | Sassari |
| 2022. augusztus 5. Szardínia kupa 18:30 | Faragó 2 Garda 2 Horváth B. Mahieu | Jegyzőkönyv | Ortiz 3 Gonzalez 2 Ruiz 2 Frigola 2 Perez Forca | Sassari |

| 2022. augusztus 6. Szardinia kupa 20:00 | Magyarország                                                | 15–6        | Olaszország               | Sassari |
| 2022. augusztus 6. Szardinia kupa 20:00 | (4–0, 4–2, 5–2, 1–1)                                        |             |                           | Sassari |
| 2022. augusztus 6. Szardinia kupa 20:00 | Garda 5 Szilágyi 4 Leimeter 2 Faragó 2 Horváth B. Farkas T. | Jegyzőkönyv | Bettini 3 Tabani 2 Avegno | Sassari |

| 2022. augusztus 7. Szardínia kupa 9:30 | Magyarország                                                          | 10–10       | Hollandia                                                | Sassari |
| 2022. augusztus 7. Szardínia kupa 9:30 | (2–4, 2–3, 3–2, 3–1)                                                  |             |                                                          | Sassari |
| 2022. augusztus 7. Szardínia kupa 9:30 | Peresztegi-Nagy 3 Gurisatti 3 Mahieu 1 Farkas T. 1 Leimeter 1 Garda 1 | Jegyzőkönyv | van de Kraats 4 van der Sloot 2 Voorvelt 2 Keuning Rogge | Sassari |

| 2022. augusztus 12. SEAT kupa 19:30 | Magyarország                                                       | 10–8        | Ausztrália                                      | Hajós Alfréd Sportuszoda, Budapest Játékvezetők: Flachive (AUS) Debreceni N. (HUN) |
| 2022. augusztus 12. SEAT kupa 19:30 | (2–2, 3–2, 3–1, 2–3)                                               |             |                                                 | Hajós Alfréd Sportuszoda, Budapest Játékvezetők: Flachive (AUS) Debreceni N. (HUN) |
| 2022. augusztus 12. SEAT kupa 19:30 | Vályi 2 Máté 2 Rybanska 2 Szilágyi 1 Guriatti 1 Garda 1 Leimeter 1 | Jegyzőkönyv | Andrews 3 Kearns 2 Williams 1 Casey 1 Oberman 1 | Hajós Alfréd Sportuszoda, Budapest Játékvezetők: Flachive (AUS) Debreceni N. (HUN) |

| 2022. augusztus 27. Európa-bajnokság, selejtező 20:30 | Magyarország                                                         | 8–9         | Görögország                                                      | Spaladium Arena, Split Játékvezetők: Ursula Wengenroth (svájci) Alessia Ferrari (olasz) |
| 2022. augusztus 27. Európa-bajnokság, selejtező 20:30 | (1–3, 2–2, 1–1, 4–3)                                                 |             |                                                                  | Spaladium Arena, Split Játékvezetők: Ursula Wengenroth (svájci) Alessia Ferrari (olasz) |
| 2022. augusztus 27. Európa-bajnokság, selejtező 20:30 | Gurisatti 3 Szilágyi 1 Vályi 1 Peresztegi-Nagy 1 Faragó K. 1 Garda 1 | Jegyzőkönyv | E. Plevrítu 2 Chydiriotti 2 M. Plevrítu 2 V. Plevrítu 2 Xenáki 1 | Spaladium Arena, Split Játékvezetők: Ursula Wengenroth (svájci) Alessia Ferrari (olasz) |

| 2022. augusztus 28. Európa-bajnokság, selejtező 19:00 | Magyarország                         | 4–13        | Hollandia                                                                            | Spaladium Arena, Split Játékvezetők: Boris Margeta (szlovén) Matan Schwartz (izraeli) |
| 2022. augusztus 28. Európa-bajnokság, selejtező 19:00 | (1–3, 2–3, 0–4, 1–3)                 |             |                                                                                      | Spaladium Arena, Split Játékvezetők: Boris Margeta (szlovén) Matan Schwartz (izraeli) |
| 2022. augusztus 28. Európa-bajnokság, selejtező 19:00 | Vályi 1 Gurisatti 1 Mahieu 1 Garda 1 | Jegyzőkönyv | Sleeking 3 van de Kraats 3 Joustra 3 van der Sloot 1 Keunung 1 Rogge 1 Moolhuijzen 1 | Spaladium Arena, Split Játékvezetők: Boris Margeta (szlovén) Matan Schwartz (izraeli) |

| 2022. augusztus 30. Európa-bajnokság, selejtező 11:30 | Magyarország                                                                                        | 26–4        | Németország                  | Spaladium Arena, Split Játékvezetők: Ivanka Raković (szerb) Martina Kuníková (szlovák) |
| 2022. augusztus 30. Európa-bajnokság, selejtező 11:30 | (7–1, 10–0, 3–1, 6–2)                                                                               |             |                              | Spaladium Arena, Split Játékvezetők: Ivanka Raković (szerb) Martina Kuníková (szlovák) |
| 2022. augusztus 30. Európa-bajnokság, selejtező 11:30 | Gurisatti 5 Vályi 3 Horváth B. 3 Farkas 3 Leimeter 3 Mahieu 3 Dömsödi 2 Faragó 2 Garda 1 Szilágyi 1 | Jegyzőkönyv | Vosseberg 2 Ludwig 1 Rieck 1 | Spaladium Arena, Split Játékvezetők: Ivanka Raković (szerb) Martina Kuníková (szlovák) |

| 2022. szeptember 1. Európa-bajnokság, selejtező 17:30 | Magyarország                                                                                   | 22–6        | Horvátország                              | Spaladium Arena, Split Játékvezetők: Alessia Ferrari (olasz) Ivanka Raković (szerb) |
| 2022. szeptember 1. Európa-bajnokság, selejtező 17:30 | (5–3, 4–2, 7–1, 6–0)                                                                           |             |                                           | Spaladium Arena, Split Játékvezetők: Alessia Ferrari (olasz) Ivanka Raković (szerb) |
| 2022. szeptember 1. Európa-bajnokság, selejtező 17:30 | Gurisatti 5 Parkes 4 Peresztegi Nagy 3 Vályi 2 Leimeter 2 Mahieu 2 Faragó 2 Farkas 1 Horváth 1 | Jegyzőkönyv | Iva Rozic 2 Butic 2 Miljkovic 1 Barisic 1 | Spaladium Arena, Split Játékvezetők: Alessia Ferrari (olasz) Ivanka Raković (szerb) |

| 2022. szeptember 3. Európa-bajnokság, selejtező 10:00 | Magyarország                                                                          | 22–0        | Románia | Spaladium Arena, Split Játékvezetők: Ursula Wengenroth (svájc) Martina Kuníková (szlovák) |
| 2022. szeptember 3. Európa-bajnokság, selejtező 10:00 | (7–0, 4–0, 6–0, 5–0)                                                                  |             |         | Spaladium Arena, Split Játékvezetők: Ursula Wengenroth (svájc) Martina Kuníková (szlovák) |
| 2022. szeptember 3. Európa-bajnokság, selejtező 10:00 | Gurisatti 5 Szilágyi 3 Horváth 3 Parkes 3 Máté 2 Leimeter 2 Faragó 2 Vályi 1 Mahieu 1 | Jegyzőkönyv |         | Spaladium Arena, Split Játékvezetők: Ursula Wengenroth (svájc) Martina Kuníková (szlovák) |

| 2022. szeptember 5. Európa-bajnokság, negyeddöntő 19:00 | Magyarország                                                         | 11–15       | Spanyolország                                                                                 | Spaladium Arena, Split Játékvezetők: Adrian Alexandrescu (román) Vojin Putniković (szerbia) |
| 2022. szeptember 5. Európa-bajnokság, negyeddöntő 19:00 | (1–4, 4–2, 3–6, 3–3)                                                 |             |                                                                                               | Spaladium Arena, Split Játékvezetők: Adrian Alexandrescu (román) Vojin Putniković (szerbia) |
| 2022. szeptember 5. Európa-bajnokság, negyeddöntő 19:00 | Garda 3 Szilágyi 2 Parkes 2 Vályi 1 Gurisatti 1 Horváth 1 Leimeter 1 | Jegyzőkönyv | Ortiz 3 Garcia Godoy 3 Leiton 3 Espar Llaquet 2 Ruiz Barril 2 Perez Vivas 1 Prats Rodriguez 1 | Spaladium Arena, Split Játékvezetők: Adrian Alexandrescu (román) Vojin Putniković (szerbia) |

| 2022. szeptember 7. Európa-bajnokság, 5–8. helyért 16:00 | Magyarország                                                                 | 19–9 | Franciaország                                                      | Spaladium Arena, Split Játékvezetők: Maria Daskalopoulou (görög) Stanko Ivanovski (montenegrói) |
| 2022. szeptember 7. Európa-bajnokság, 5–8. helyért 16:00 | (6–2, 4–4, 6–2, 3–1)                                                         |      |                                                                    | Spaladium Arena, Split Játékvezetők: Maria Daskalopoulou (görög) Stanko Ivanovski (montenegrói) |
| 2022. szeptember 7. Európa-bajnokság, 5–8. helyért 16:00 | Garda 6 Szilágyi 2 Gurisatti 2 Parkes 2 Máté 2 Farkas 2 Leimeter 2 Dömsödi 1 |      | Guillet 3 Vernoux 2 Fitaire 1 Dhalluin 1 Kretzmann-Bahia 1 Daule 1 | Spaladium Arena, Split Játékvezetők: Maria Daskalopoulou (görög) Stanko Ivanovski (montenegrói) |

| 2022. szeptember 9. Európa-bajnokság, 5. helyért 17:30 | Magyarország                                                        | 18–7        | Izrael                                       | Spaladium Arena, Split Játékvezetők: Diana Dutilh-Dumas (holland) Marta Cabañas (spanyol) |
| 2022. szeptember 9. Európa-bajnokság, 5. helyért 17:30 | (3–1, 5–2, 6–1, 4–3)                                                |             |                                              | Spaladium Arena, Split Játékvezetők: Diana Dutilh-Dumas (holland) Marta Cabañas (spanyol) |
| 2022. szeptember 9. Európa-bajnokság, 5. helyért 17:30 | Gurisatti 5 Leimeter 4 Faragó 3 Szilágyi 2 Garda 2 Parkes 1 Vályi 1 | Jegyzőkönyv | Yaacobi 3 Bogdachenko 2 Lindhout 1 Sasover 1 | Spaladium Arena, Split Játékvezetők: Diana Dutilh-Dumas (holland) Marta Cabañas (spanyol) |

| 2022. november 2. világliga döntő, selejtező 10:20 | Magyarország                                     | 9–7         | Ausztrália                           | Real Club Nautico, Santa Cruz de Tenerife Játékvezetők: Natalia Markopoulou (görög) William MacKay (kanadai) |
| 2022. november 2. világliga döntő, selejtező 10:20 | (2–1, 2–2, 1–2, 4–2)                             |             |                                      | Real Club Nautico, Santa Cruz de Tenerife Játékvezetők: Natalia Markopoulou (görög) William MacKay (kanadai) |
| 2022. november 2. világliga döntő, selejtező 10:20 | Keszthelyi 3 Parkes 2 Máté 2 Vályi 1 Gurisatti 1 | Jegyzőkönyv | Halligan 3 A. Andrews 2 C. Andrews 2 | Real Club Nautico, Santa Cruz de Tenerife Játékvezetők: Natalia Markopoulou (görög) William MacKay (kanadai) |

| 2022. november 3. világliga döntő, selejtező 14:40 | Magyarország                                                  | 11–15       | Spanyolország                                                                                              | Real Club Nautico, Santa Cruz de Tenerife Játékvezetők: Stefan Seidl (német) Danielle Dabbaghian (USA) |
| 2022. november 3. világliga döntő, selejtező 14:40 | (2–3, 2–6, 3–4, 4–2)                                          |             | | Real Club Nautico, Santa Cruz de Tenerife Játékvezetők: Stefan Seidl (német) Danielle Dabbaghian (USA) |
| 2022. november 3. világliga döntő, selejtező 14:40 | Faragó 3 Máté 2 Hajdú 2 Pőcze 1 Parkes 1 Keszthelyi 1 Garda 1 | Jegyzőkönyv | Ortiz 4 Espar Llaquet 3 Forca Ariza 2 Ruiz Barril 2 Perez Vivas 1 Gonzalez Lopez 1 Garcia Godoy 1 Leiton 1 | Real Club Nautico, Santa Cruz de Tenerife Játékvezetők: Stefan Seidl (német) Danielle Dabbaghian (USA) |

| 2022. november 4. világliga döntő, selejtező 11:20 | Magyarország                                                                         | 25–9        | Új-Zéland                                | Real Club Nautico, Santa Cruz de Tenerife Játékvezetők: Marta Cabañas (spanyol) Peter de Jong (holland) |
| 2022. november 4. világliga döntő, selejtező 11:20 | (5–2, 8–5, 5–1, 7–1)                                                                 |             |                                          | Real Club Nautico, Santa Cruz de Tenerife Játékvezetők: Marta Cabañas (spanyol) Peter de Jong (holland) |
| 2022. november 4. világliga döntő, selejtező 11:20 | Gurisatti 6 Máté 4 Hajdú 4 Faragó 4 Vályi 2 Parkes 2 Pőcze 1 Keszthelyi 1 Leimeter 1 | Jegyzőkönyv | Nicholson 3 Houghton 3 Quin 2 Milicich 1 | Real Club Nautico, Santa Cruz de Tenerife Játékvezetők: Marta Cabañas (spanyol) Peter de Jong (holland) |

| 2022. november 5. világliga döntő, elődöntő 14:40 | Magyarország                                               | 10–9        | Egyesült Államok                                                | Real Club Nautico, Santa Cruz de Tenerife Játékvezetők: Natalia Markopoulou (görög) William MacKay (kanada) |
| 2022. november 5. világliga döntő, elődöntő 14:40 | (3–3, 3–2, 1–2, 3–2)                                       |             |                                                                 | Real Club Nautico, Santa Cruz de Tenerife Játékvezetők: Natalia Markopoulou (görög) William MacKay (kanada) |
| 2022. november 5. világliga döntő, elődöntő 14:40 | Szilágyi 3 Máté 2 Hajdú 2 Vályi 1 Gurisatti 1 Keszthelyi 1 | Jegyzőkönyv | Snabb 2 Roemer 2 Fattal 1 Flynn 1 Neushul 1 Mammolito 1 Raney 1 | Real Club Nautico, Santa Cruz de Tenerife Játékvezetők: Natalia Markopoulou (görög) William MacKay (kanada) |

| 2022. november 6. világliga döntő, döntő 14:40 | Magyarország                                                    | 18–19       | Spanyolország                                                         | Real Club Nautico, Santa Cruz de Tenerife Játékvezetők: Nicola Johnson (AUS) Danielle Darbaghian (USA) |
| 2022. november 6. világliga döntő, döntő 14:40 | (3–3, 3–3, 3–3, 2–2, b: 7–8)                                    |             |                                                                       | Real Club Nautico, Santa Cruz de Tenerife Játékvezetők: Nicola Johnson (AUS) Danielle Darbaghian (USA) |
| 2022. november 6. világliga döntő, döntő 14:40 | Pőcze 3 Keszthelyi 3 Szilágyi 2 Gurisatti 1 Parkes 1 Leimeter 1 | Jegyzőkönyv | Gonzalez Lopez 3 Ortiz 2 Leiton 2 Forca Ariza 2 Nogue 1 Espar Llaquet | Real Club Nautico, Santa Cruz de Tenerife Játékvezetők: Nicola Johnson (AUS) Danielle Darbaghian (USA) |